# 林半仙
林半仙，據說名喚林鎮，尊稱為林鎮仙，是清朝時南臺灣一名傳說中的堪輿師，與台灣北部的林琅仙、中部的蝨母仙齊名，其故事經常被拍成電視劇，民間流傳其墓地在高雄市林園區。

## 傳說
南臺灣傳說中，林半仙來自福建泉州三邑惠安，活動於臺灣清治時期的南臺灣，有〈總兵葬父〉、〈開泉助農〉、〈臭羊肉事件〉、〈破金面盆穴〉、〈破老婆顯胯穴〉、〈一劍斬斷鯉魚山〉、〈敗壞七星火豚〉及〈棺材埋在剪刀內〉等傳說，全部情節的串連就是他由正入邪的報仇故事。

### 總兵葬父
唐山某總兵其父先前草葬於南臺灣打狗鳳鼻頭，吩咐舅父與堪輿師林半仙來台撿骨遷葬。後者發現此地風水絕佳，力主不宜變動，但舅父不敢違背總兵交代，仍執意撿骨帶回唐山，回航竟遇難，總兵也招致惡運。學者研究指出，此故事的開頭情節類似泉州的〈萬提督葬母〉，故事主角是水師提督萬正色。

### 開泉助農
盧德嘉《鳳山縣采訪冊》：「相傳此水為堪輿林鎮仙仗劍喝出。」
滯留鳳山的林半仙，為感激農民招待蕃薯湯，便作法以劍插地使泉水湧出，解決當地灌溉。此傳說最早是記載於光緒二十年盧德嘉編纂的《鳳山縣采訪冊》在〈清水巖〉篇曰：“巖在山麓，有泉從石罅出，清冽宜茶，注為汙池，大旱不涸，灌田百馀畝。相傳此水為堪輿林鎮仙仗劍喝出，未知信否？石上有大榕一株，俯臨如蓋。其水澄澈無塵，游魚可數，故名。巖南數武，有觀音堂，即名清水巖寺。”

### 臭羊肉事件
林半仙為林園廖家覓得一塊能富貴的「七鶴金面盆穴」，洩漏天機，遭致天譴而不幸失明，廖家因此答應侍奉他一生。日久，廖家漸生怠慢之心，以溺死在糞坑的羊來招待林半仙。事後得知的林半仙展開一系列破壞風水的復仇計畫。這段故事至少有二十個版本，同等於廖家的角色有澎湖的蔡廷蘭、張鴻隱、金門的蔡復一等。學者推論原型是廣澤尊王的傳說，在增田福太郎的《臺灣の宗教（附童乩）》就有記載。幼時失怙的廣澤尊王在豪農楊家（一說陳家）作牧童飼羊。主人生性吝嗇，拿死在糞坑的羊款待替祖先擇風水的地理師。廣澤尊王不忍而告之，地理師為答謝，告訴廣澤尊王一塊風水好地來安葬親人，廣澤尊王得到龍脈的庇蔭，因而得道。
在閩西也有類似的故事，如武平縣湘湖村傳說是風水先生建立田心祠後瞎眼，後來吃到餵馬的粥，因而破壞風水。

### 破金面盆穴
林半仙騙廖家要再改善風水，將七鶴金面盆穴用劍刺破，又用湧出的泉水洗目而恢復視力。金面盆穴被破後，廖家的財富逐漸衰落。在有些後來的版本中，挖地時有七隻鶴飛出，廖家驚訝之餘伸手抓住一隻而弄斷鶴腳，導致廖家後代出現一名跛脚進士，此故事類同泉州、晉江的〈燕子歸巢〉。在臺灣、澎湖各地也有類似的傳說，故事主角附會成其他文武進士、地方名人，有澎湖的張鴻隱、蔡廷蘭、台南玉井的張果確、台南新化的許侃德等。

### 破老婆顯胯穴
老婆顯胯穴地形是似三台山，如一位胸部高起、兩腿張開的仰躺女子，在風水學象徵後代會「貴中返賤」。林半仙唆使一名賣豆花的單身男子，對廖家的老婆顯胯穴作性交動作，並倒入豆花，讓廖家女性家風敗壞。此劇情因猥褻，在部分版本並無流傳。

### 一劍斬斷鯉魚山
作出各種惡事的林半仙因被眾人畏懼而四處流浪，至屏東縣新園鄉及萬丹鄉交界時，將一隻雌鯉魚怪砍殺變成一座山，也就是日後的鯉魚山。剩下的公鯉魚每年都會嘆氣哀弔牠的伴侶，當地遂有了溫泉。

### 敗壞七星火豚舍
林半仙曾為高雄林園潭頭的一人家擇塊對豬隻好的風水地來建立豬圈，病豬到此都會痊癒，讓這家發不少財，落魄的林半仙感到忌妒便偷破壞這家的風水。
另一開頭與結局相異的傳說，是林半仙因為沒有被東林村韭菜園的蔣姓望族請客，於是打算報仇。當他一絲不掛地伺機躲在蔣家豬寮穴旁邊的龍眼樹上，等待破壞風水的好時辰時，被風水地的主人家蔣姓三媳婦撞見。蔣氏媳婦心生憐憫，趕忙拿衣服給林半仙穿，又準備食物給林半仙。林半仙感動之餘，打消報復之心而離去。

### 棺材埋在剪刀穴

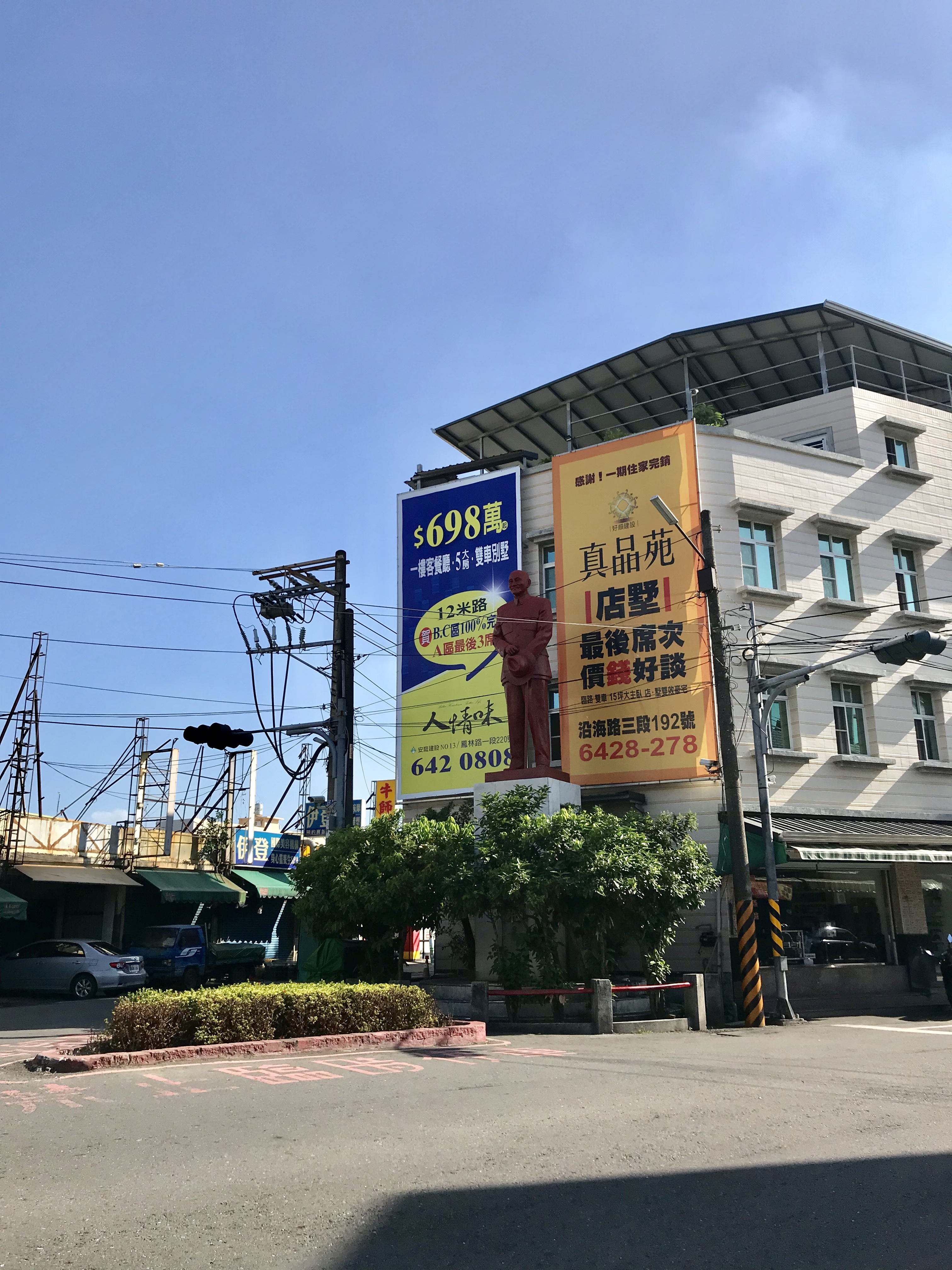
林園區公所間交叉路口處

林半仙與林園人交惡，欲死後為繼續害人，設計當地人將他自己以立葬方式埋在剪刀穴的螺絲處，為今林園北郊老街出口與區公所間的交叉路口處的蔣公銅像處，以破除林園的扁擔穴，至今當地有一塊疑似林半仙的古墓，礙於禁忌無人敢挖。當地人為破解，分別在街頭、街尾建立祭拜保生大帝的林園興濟宮與東林福德廟。